# Império do Divino Espírito Santo da Ribeirinha (Ribeirinha Horta)

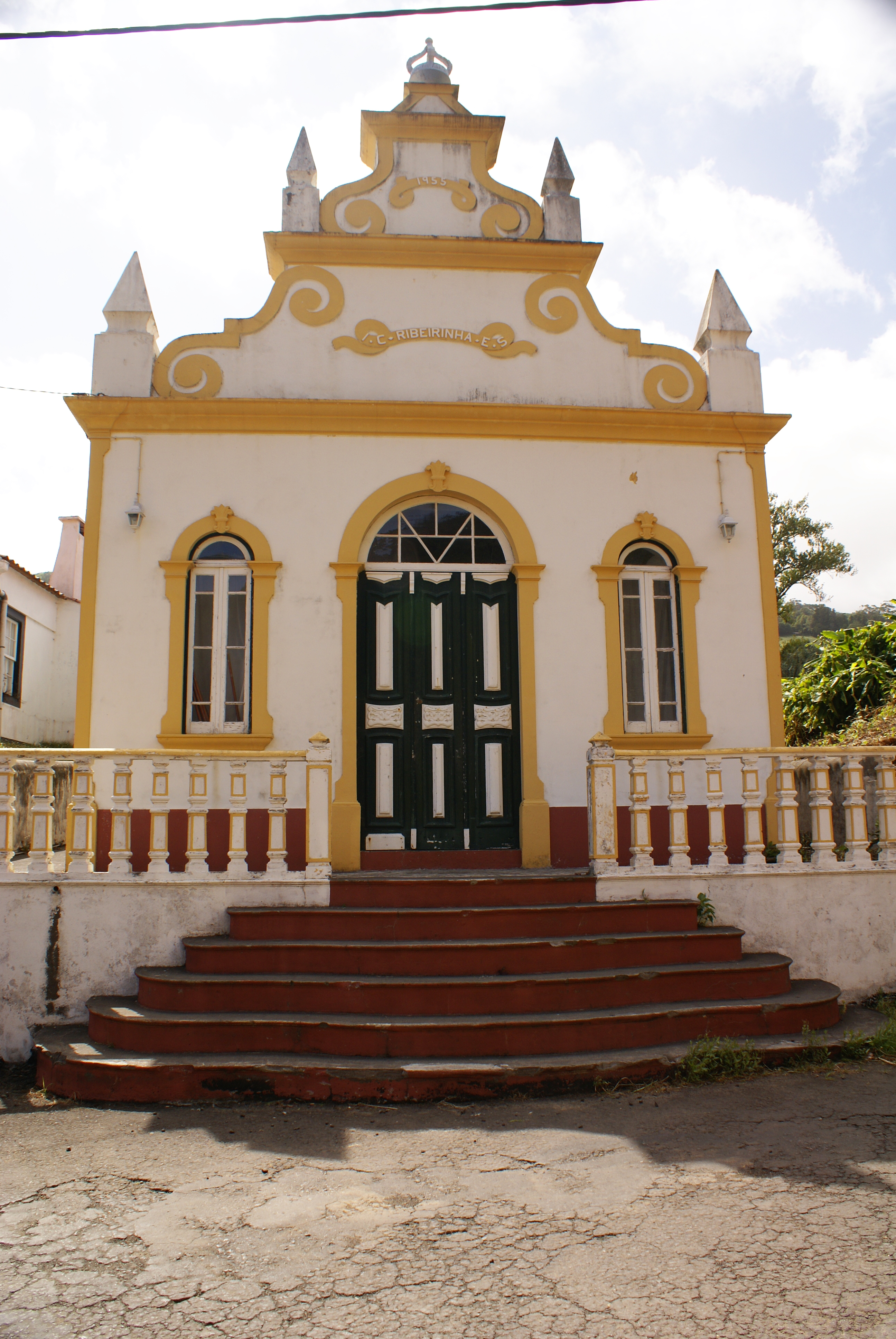
Império do Divino Espírito Santo da Ribeirinha.

O Império do Divino Espírito Santo da Ribeirinha é um Império do Espírito Santo português que se localiza na freguesia do  Ribeirinha, concelho da horta, ilha do Faial, arquipélago dos Açores.
Neste Império do Espírito Santo que ostenta na fachada a data de 1955 e que é também conhecido como Império Amarelo realizam-se geralmente duas coroações em honra do Divino, uma no Domingo do Espírito Santo e outra na segunda ou na terça-feira do Espírito Santo.